# NHL 2001
NHL 2001 es un videojuego de hockey lanzado por Electronic Arts en el 2000. Es el sucesor de NHL 2000. El complemento Elitserien fue lanzado el 8 de marzo de 2001, que agregó al juego las ligas y equipos de hockey suecos y finlandeses. Es la décima entrega de la serie NHL, y la última que se lanzó en la primera PlayStation, y la primera en ser lanzada en PlayStation 2.

## Características
Jim Hughson permanece como locutor jugada por jugada en el juego, con Bill Clement uniéndose como analista por segunda vez, debutando en la edición anterior, NHL 2000. Este es también el primer juego de la NHL que aparece en la PlayStation 2 y también incluye al equipo Letonia y al equipo Ucrania a los 18 equipos nacionales primero aparece en NHL 98 (solo disponible en las versiones para PC y PlayStation). También hay una función nueva llamada Momentum Bar, que va al equipo que ha marcado goles, ha hecho grandes éxitos, etc.

## Recepción
La versión para PC recibió «aclamación universal» por parte del público y los críticos, mientras que las versiones de PlayStation y PlayStation 2 recibieron críticas positivas por parte del público, y «críticas generalmente favorables» por parte de los críticos, según el sitio web de agregación de reseñas Metacritic.